# Eremocosta formidabilis
Eremocosta formidabilis es una especie de arácnido  del orden Solifugae de la familia Eremobatidae.

## Distribución geográfica
Se encuentra en México.